# Аконкагуа
Аконка̀гуа (на испански: Aconcagua) е най-високият връх в Южна Америка. Разположен е в планината Анди. Висок е 6962 m. Изграден е от андезит. Има 7 ледника, дълги до 6 km, площ – 76,6 km2 Той се намира в аржентинската провинция Мендоса. Върхът е разположен на около 112 km западно от град Мендоса и на около 15 km от границата на Аржентина с Чили. Аконкагуа е най-високият връх в Западното и Южното полукълбо и е най-високият изгаснал вулкан в света. Той е един от седемте най-високи континентални първенци и неофициално е наричан Колосът на Америка (на испански: Coloso de América).
Първото изкачване на Аконкагуа е през 1897 г. от швейцарския водач Матиас Цурбриген. На 28 декември 1987 г. е осъществено първото българско изкачване на върха от Николай Петков, Мариана Масларова, Иван Масларов и Кирил Тафраджийски.

## Етимология
Съществуват различни интерпретации за произхода на името на върха. Според една версия, то произлиза от фразата Aconca-Hue на езика мапуче, което е препратка към разположението на върха спрямо река Аконкагуа и се превежда като „идва от другата страна“. Според друга версия, то може да има корени в кечуаското Ackon Cahuak („Страж на камъка“) или Anco Cahuac („Бял страж“). Съществува и мнение, че върхът е свързан с аймарското Janq’u Q’awa („Бяло дефиле“).

## Геология
Планината е създадена от субдукция на плочата Наска под Южноамериканската плоча. Аконкагуа в миналото е бил активен стратовулкан (от късна креда или ранен палеоцен до миоцен) и е съставлявал няколко вулканични комплекса на ръба на басейн с плитко море. Обаче, по някое време от миоцена, ъгълът на субдукция започва да намалява, което води до спиране на топенето и повече хоризонтално напрежение между океанската плоча и континента, което създава разломите, които издигат Аконкагуа нагоре от вулканичните му корени. Скалите по склоновете на Аконкагуа са все магмени и са съставени от лава, брекча и пирокластични скали. Плиткият воден басейн вече се е образувал през триас, което е още отпреди Аконкагуа да се сформира като вулкан. Обаче вулканизмът присъства в региона още от триас и вулканичните слоеве се смесват с морските седименти. Цветните зеленикави, синкави и сиви наноси, които могат да се видят в долината Орконес и южно от Пуенте дел Инка, са карбонати, варовици и турбидити, които са запълвали басейна. Червените скали представляват интрузии, пепелни слоеве и конгломерати с вулканичен произход.

## История
Първият опит да се изкачи върхът от европеец е направен през 1883 г. от група, водена от немския геолог и изследовател Паул Гюсфелд. Подкупвайки носачи с обещания за съкровище на върха, той се насочва към върха по Рио Вулкан, правейки два опита по северозападния хребет и достигайки надморска височина от 6500 m. Пътят, който проучва, днес представлява обичайният път към планината.
Първото записано изкачване на върха е осъществено през 1897 г. от европейска експедиция, предвождана от британския планинар Едуард Фицджералд. Самият той не успява да изкачи върха след осем опита от декември 1896 г. до февруари 1897 г., но швейцарският гид на експедицията, Матиас Цурбриген, успява да го изкачи на 14 януари 1897 г. По време на последния опит, месец по-късно, двама други членове на екипа изкачват върха на 13 февруари.
Източната страна на Аконкагуа е изкачена за пръв път от полска експедиция на 9 март 1934 г. по ледника, който днес е известен като Полския ледник. Маршрут по югозападния хребет е преминат за седем дни през януари 1953 г. от швейцарско-аржентински екип. Известната с трудността си южна фасада на върха е преодоляна от френски екип след едномесечни усилия на 25 февруари 1954 г.
Най-младият човек, изкачил върха, е на 9 години (24 декември 2013 г.), а най-старият – на 87 години (26 ноември 2007 г.). През 2014 г. Килиан Жорнет поставя рекорд, тръгвайки от Орконес, за най-бързо изкачване и слизане от Аконкагуа – 12 часа и 49 минути. Рекордът е счупен след по-малко от два месеца от Карл Еглоф с време 11 часа и 52 минути.

## Опасности
Аконкагуа е най-високият връх в Америките и също се счита за лесен висок връх. Въпреки това за Аконкагуа се смята, че има най-високите нива на смъртност от всички планини в Южна Америка – средно по три смъртни случая годишно. Към днешна дата има записани над сто смъртни случая при изкачване на върха. Поради неправилното изхвърляне на отпадъци от хората в планинската среда, съществуват значителни рискове за здравето, които заплашват както хората, така и животните около върха. Силно се препоръчва консумирането единствено на преварена или химически обработена вода.